# Słupia Nadbrzeżna-Kolonia
Pour l’article homonyme, voir Słupia Nadbrzeżna.
Słupia Nadbrzeżna-Kolonia est une localité polonaise de la gmina de Tarłów, située dans le powiat d'Opatów en voïvodie de Sainte-Croix.